# Dragomilo
Dragomilo – wieś w Słowenii, w gminie Šmarje pri Jelšah. W 2018 roku liczyła 35 mieszkańców.